# Co to są sepulki?
Co to są sepulki? Wszystko o Lemie – książka Wojciecha Orlińskiego poświęcona Stanisławowi Lemowi wydana w 2007 przez Społeczny Instytut Wydawniczy Znak. W 2010 roku wznowiona w wersji poszerzonej w wydaniu elektronicznym pod tytułem Lemologia: Co to są sepulki? przez iSource.
Książka ma charakter alfabetycznego spisu haseł dotyczących twórczości i życia Lema. Treść uzupełniona jest rysunkami wykonanymi przez pisarza oraz Daniela Mroza (ilustratora wielu książek Lema), zdjęciami z albumu rodzinnego Lema oraz reprodukcjami okładek książek pisarza wydanych za granicą.